# Häxprocessen i Ljusdal
Häxprocessen i Ljusdal ägde rum i Ljusdals socken under det stora oväsendet i Hälsingland mellan 1673 och 1674. Den resulterade i två avrättningar 1674.
Det stora oväsendet spred sig våren 1671 från Dalarna till Hälsingland. Den första häxprocessen i Hälsingland ägde rum i Ovanåker. I oktober utsågs en trolldomskommission för Hälsingland. Kommissionen besökte först Ovanåker, och fortsatte sedan till Bollnäs, Norrala, Delsbo, Tuna Idenor och Ljusdal. 
Ett flertal personer anklagades av barn för att ha fört dem till häxsabbat med Djävulen i Blåkulla. 
Trolldomskommissionen dömde två av de anklagade personerna till döden. Avrättningen utfördes genom halshuggning följt av bränning på bål.